# Barbara Campanini
Barbara Campanini, coneguda com La Barbarina, (Parma, 27 de setembre de 1719 - Barschau, Silèsia, 7 de juny de 1799) va ser una famosa ballarina italiana, una de les ballarines de ballet més importants del segle XVIII. I també una dona moderna a l'escena europea de l'època, una estrella de la dansa i de la vida social.

## Biografia
De família humil, es va convertir en estudiant al Teatre Farnese sota les instruccions d'Antonio Rinaldi Fossano.

### França
Va debutar amb ell a l'Òpera de París el 1739, ballant a Les Fêtes d'Hébé, de Jean-Philippe Rameau, en un esdeveniment que va obtenir l'aprovació unànime davant del seu virtuosisme desenvolupant la tècnica de l'«entrechat à quatre» fins a arribar a l'«entrechat à huit». El seu estil era comparable al de Marie-Anne de Camargo, però fins i tot els partidaris de l'estil més auster, del noble estil Sallé, que no valoraven les complicacions italianes, li van reconèixer l'èxit.
El setembre va ballar a l'Académie, interpretant Zaïde, reine de Grenade, un ballet heroic en tres actes del compositor barroc francès Joseph-Nicolas-Pancrace Royer. Campanini només hauria d'haver aparegut en el segon acte, però els diaris de l'època informen que va ballar amb Rinaldi Fossano en diverses entrades. A l'octubre van tornar a ballar junts per al rei a Fontainebleau, on la Comédie-Française va representar Andromaque, d'André Grétry', i Les Précieuses ridicules i, al cap d'una setmana, Athalie i Les Vendanges de Suresnes, de Jean-Claude Gillier, on els dos ballarins van fer exaltar els espectadors fent un entrant al «divertissement de la dancourade».

### Regne Unit
Després d'haver actuat a Cliveden l'agost de 1740 davant de Frederic, príncep de Gal·les, i la seva dona Augusta, debutà al Covent Garden el 15 d'octubre, davant del rei Jordi II del Regne Unit i els seus fills. Hi va aparèixer diverses vegades, normalment amb el ballarí George Desnoyer, fins al 1742.

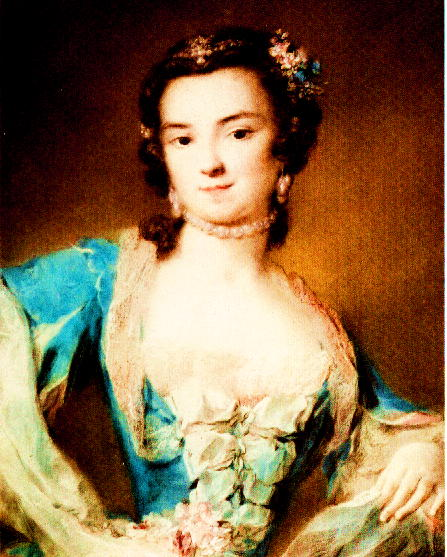
Retrat de Barbara Campanini, de Rosalba Carriera, 1739

La ballarina, que ja venia amb l'aurèola de les seves actuacions a París, es va fer coneguda pel seu talent no només com a ballarina sinó també com a actriu. Després, durant la temporada 1742-1743, va ballar les òperes italianes al King's Theatre.
La gent va començar a anomenar-la La Barbarina o «La Deessa Voladora» per la seva impecable execució d'entrechats. De vegades es pensa que ella fou la causa de la jubilació anticipada de Marie Sallé.

### Alemanya
Va ser destacada pel jove rei prussià Frederic II el Gran, que li va oferir un lloc a l'Òpera de la Cort de Berlín, acabada de crear. Hi va aparèixer en una primera actuació al 13 de maig de 1744, i hi va ballar entre els anys 1744 i 1748. Abans d'anar-hi, però, havia fugit a Venècia amb el seu amant, James Stuart-Mackenzie, cosa que va provocar una crisi diplomàtica i un escàndol. El rei Frederic va utilitzar la pressió política per arrestar-la i perquè la lliuressin a Prússia. Jean-Jacques Rousseau, que en aquell moment era secretari de l'ambaixada francesa, va estar implicat en el seu cas.
A Berlín tenia una posició privilegiada, demostrada pel fet que negociava el seu propi sou anual de 7.000 Reichsthaler, que era inusualment alt, i cinc mesos de vacances a l'any. El rei li va concedir aquestes condicions mentre es mantingués soltera. Hi hagué especulacions que suposaren una relació amb el rei Frederic. Campanini va trencar el seu contracte sobtadament en acceptar una proposta de casament de Carl Ludwig von Cocceji, fill del canceller prussià Samuel von Cocceji, amb qui es va casar en secret.

### Prússia
El seu cònjuge, després de ser empresonat, va ser finalment indultat pel rei i nomenat governador de districte a Barschau, a Silèsia, on la parella va viure fins que es van divorciar el 1788. El rei li va concedir el títol de comtessa de Barschau.

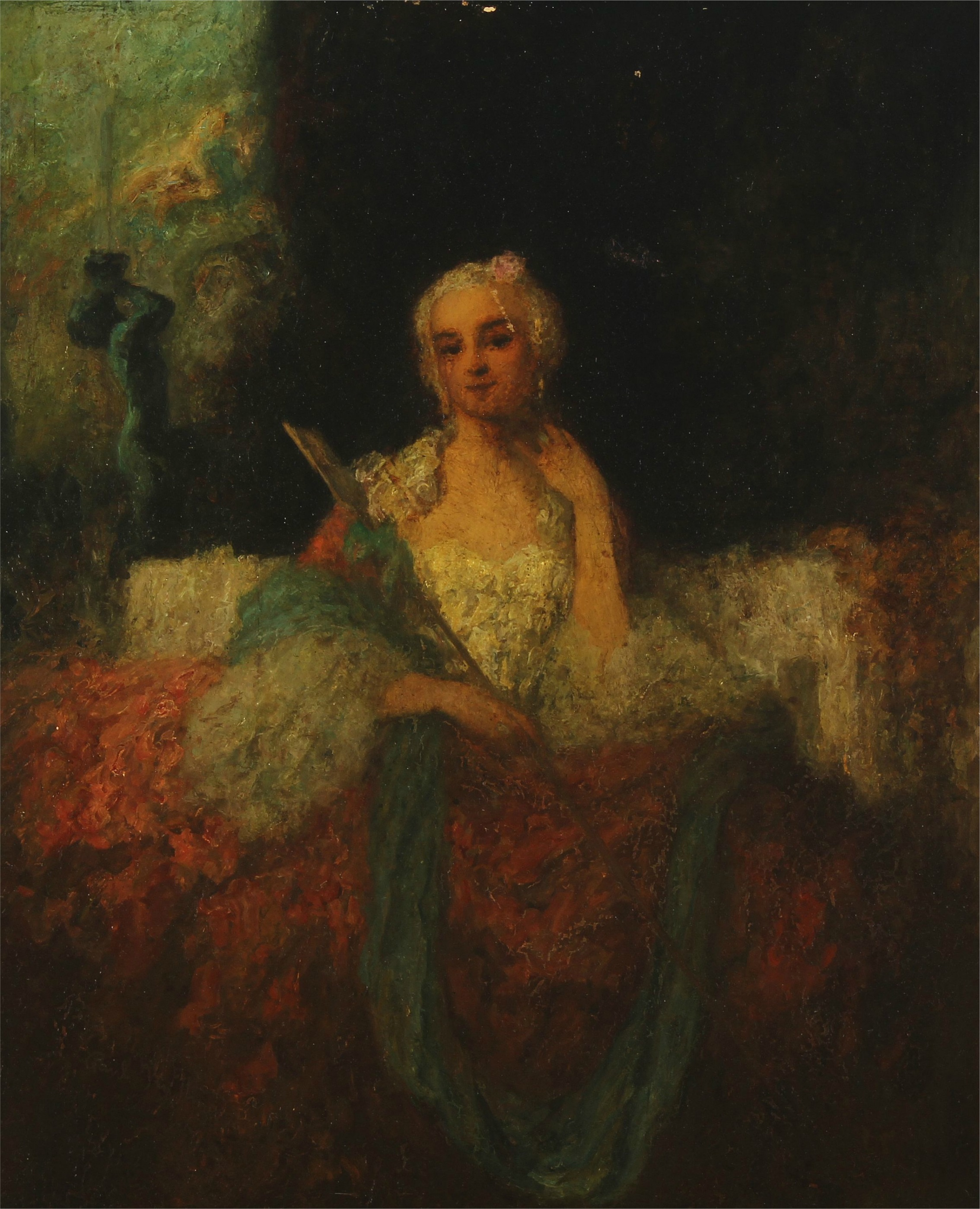
Retrat de la ballarina italiana La Barberina (Barbara Campanini), de Carl Wendling (1851)

Barbara Campanini va morir el 7 de juny de 1799 a la seva finca de Barschau, prop de Lüben, Silèsia. Va donar els seus diners en testament a una fundació per a noies de famílies nobles empobrides, que es va mantenir fins a la Primera Guerra Mundial.

## Model pictòrica
Barbarini va ser pintada en diversos retrats, entre els quals el de Jean-Philippe de La Roche Retrat de Barbara Campanini, coneguda com La Barbarina, ballant en un jardí, probablement el de Versalles, de 1742. Potser és el més conegut el que pintà Antoine Pesne, cap al 1745, Retrat de la ballarina Barbara Campanini coneguda com "La Barbarina". I també el de Rosalba Carriera, Retrat de Barbara Campanini, de 1739. Al 1851 Carl Wendling pintà Retrat de la ballarina italiana La Barberina (Barbara Campanini).